# Formació substitutiva
Una formació substitutiva és un concepte de la psicoanàlisi que s'utilitza per a designar les formacions de l'inconscient com els símptomes psíquics, els actes fallits, els acudits o els lapsus quan aquests apareixen com a reemplaçament dels continguts inconscients. En aquest reemplaçament es pot diferenciar una funció «econòmica» (en el sentit del que Freud desenvolupà com a «teoria econòmica de la libido»), perquè la formació substitutiva aconsegueix —si més no en part— una satisfacció substituta del desig inconscient i una dimensió «simbòlica», perquè el reemplaçament d'un contingut inconscient no és arbitrari, sinó que respon a una línia associativa que, d'acord amb la teoria freudiana, pot denotar el contingut inconscient ocult i, per tant, certs trets estructurals de la personalitat del subjecte.
El terme es relaciona amb els de formació de compromís i formació reactiva. A grans trets, es pot dir que qualsevol símptoma és per definició un producte transaccional o de compromís, doncs és el resultat d'un conflicte que s'encreua amb la defensa. La diferenciació entre les formacions és subtil, però important, perquè confirma què preval en la formació del símptoma. Si hi apareix una formació substitutiva, s'ha buscat un camí que s'orienta més a donar satisfacció al desig; si hi apareix la formació reactiva, en canvi, el que s'hi ha imposat és la defensa.

## Desenvolupament del concepte en l'obra de Freud
Els primers esments de Freud a l'existència d'una formació sustitutiva es poden llegir tan aviat com al 1894 en els seus primers intents d'esbossar els mecanismes de la formació de símptomes. L'anàlisi d'aquestes substitucions du Freud a focalitzar la vida anímica de la infantesa primerenca i a la troballa de la sexualitat infantil. En la presentació autobiogràfica escrita el 1924 i publicada el 1925 remarca:
| «       | En la recerca de les situacions patògenes en què havien sobrevingut les repressions de la sexualitat, i de les quals sorgiren els símptomes com formacions substitutives d'allò reprimit, ens veiérem enduts a èpoques cada vegada més primerenques de la vida del pacient, fins a arribar, per fi, a la primera infantesa. Hi resultà allò que poetes i humanistes havien afirmat sempre, això és, que les impressions d'aquests períodes inicials de la vida, tot i que la majoria de vegades queien en l'amnèsia, deixaven al darrere petjades en el desenvolupament de l'individu i, en concret, hi establien la predisposició a contraure més tard una neurosi. | » |
| — Freud | |   |

Una versió revisada i esmenada, però amb la mateixa idea essencial, s'exposa en Inhibició, símptoma i angoixa, un text de 1926. Es pot dir, per tant, que la noció, a vegades referida com a formació «de reemplaçament» (Ersatzbildung) o com «subrogat», es manté de manera relativament invariable al llarg de tota l'obra freudiana.